# Coris batuensis
Coris batuensis là một loài cá biển thuộc chi Coris trong họ Cá bàng chài. Loài này được mô tả lần đầu tiên vào năm 1856.

## Từ nguyên
Từ định danh của loài được đặt theo tên của nơi đầu tiên mà mẫu định danh được thu thập, quần đảo Batu, ngoài khơi bờ tây đảoSumatra (–ensis: hậu tố biểu thị nơi chốn).

## Phạm vi phân bố và môi trường sống
Ở Ấn Độ Dương, C. batuensis được ghi nhận từ Maldives và quần đảo Chagos trải dài về phía đông đến biển Andaman, xuống phía nam đến các rạn san hô vòng ở ngoài khơi Tây Úc (rạn san hô Scott và rạn san hô Ashmore). Trước những năm 1990, C. batuensis bị xác định nhầm là Coris variegata, hiện là một loài đặc hữu của Biển Đỏ.
Ở Thái Bình Dương, từ bờ biển miền trung Việt Nam, phạm vi của C. batuensis mở rộng đến vùng biển các nước Đông Nam Á hải đảo cùng một số các đảo quốc và quần đảo thuộc châu Đại Dương ở phía đông (xa nhất là đến quần đảo Marshall và Tonga); ngược lên phía bắc đến quần đảo Ryukyu (Nhật Bản); phía nam giới hạn đến bờ đông Úc.
C. batuensis sống gần các rạn san hô viền bờ phát triển trên nền đáy cát và đá vụn, cũng như rạn san hô trong các đầm phá ở độ sâu đến ít nhất là 34 m.

## Mô tả
C. batuensis có chiều dài cơ thể tối đa được biết đến là 17 cm. Cá đực có màu xanh lục nhạt với các vệt sọc màu sẫm dọc vùng lưng. Đầu và thân có các vệt sọc màu hồng. Cá con có 3 đốm đen viền trắng trên vây lưng. Hai đốm ngoài cùng biến mất khi chúng lớn lên, đốm đen còn lại biến mất ở cá đực trưởng thành. Cá con lốm đốm có nhiều vệt đỏ.
Số gai ở vây lưng: 9; Số tia vây ở vây lưng: 12; Số gai ở vây hậu môn: 3; Số tia vây ở vây hậu môn: 12; Số tia vây ở vây ngực: 13–15.
C. batuensis cùng C. variegata và Coris latifasciata là 3 loài chỉ có 11 tia vây ở vây lưng và vây hậu môn, trong khi các loài Coris còn lại đều có 12 tia.

## Sinh thái học
Thức ăn của C. batuensis là các loài động vật giáp xác và chân bụng. Loài này có thể sống theo từng nhóm nhỏ hoặc đơn độc. C. batuensis ít khi được đánh bắt trong ngành buôn bán cá cảnh.